# 田邉保典
田邉 保典（たなべ やすのり、1967年3月2日 - ）は、日本の男子ボート競技（ローイング競技）選手、指導者。埼玉県出身。
元NTT東日本所属・監督。慶應義塾体育会端艇部ヘッドコーチ。

## 略歴
埼玉県立南稜高等学校卒業。
1989年、中央大学卒業。NTT東日本入社。
1992年バルセロナオリンピック（エイト）日本代表。
1996年アトランタオリンピック（軽量級舵手なしフォア）日本代表。
2000年シドニーオリンピック（軽量級舵手なしフォア）日本代表。
2012年2月8日、NTT東日本漕艇部監督就任。
2019年1月10日、慶應義塾体育会端艇部ヘッドコーチ就任。

## 代表歴

### 国内大会
- 1985 - 86年、1988年：全日本大学選手権エイト優勝[5]。
- 1987 - 88年、1990 - 92年、1998 - 2001年：全日本選手権大会エイト優勝。

### 国際大会
- 1992年：バルセロナオリンピックエイト日本代表（13位）[6]。
- 1996年：アトランタオリンピック軽量級舵手なしフォア日本代表（16位）[7]。
- 2000年：シドニーオリンピック軽量級舵手なしフォア日本代表（5位）[8]。